# Telebasis salva
Telebasis salva är en trollsländeart som först beskrevs av Hagen 1861.  Telebasis salva ingår i släktet Telebasis och familjen dammflicksländor. Inga underarter finns listade i Catalogue of Life.